# Sachsia
Sachsia é um género botânico pertencente à família Asteraceae.

## Espécies
- Sachsia divaricata
- Sachsia polycephala
- Sachsia tricephala